# Axel Pérez
Axel Alejandro Pérez Etchelar, noto semplicemente come Axel Pérez (Montevideo, 18 febbraio 2002), è un calciatore uruguaiano, attaccante del Fénix.

## Carriera

### Club
Cresciuto nel settore giovanile del Nacional, debutta in prima squadra il 29 marzo 2021 in occasione dell'incontro di Primera División Profesional de Uruguay vinto 2-1 contro il Dep. Maldonado.
Poche settimane più tardi passa in prestito al Montevideo City Torque assieme al compagno di squadra Santiago Cartagena.

### Nazionale
Ha giocato nella nazionale uruguaiana Under-17.

## Statistiche

### Presenze e reti nei club
Statistiche aggiornate al 25 ottobre 2021.
| Stagione        | Squadra                | Campionato      | Campionato | Campionato | Coppe nazionali | Coppe nazionali | Coppe nazionali | Coppe continentali | Coppe continentali | Coppe continentali | Altre coppe | Altre coppe | Altre coppe | Totale | Totale |
| Stagione        | Squadra                | Comp            | Pres       | Reti       | Comp            | Pres            | Reti            | Comp               | Pres               | Reti               | Comp        | Pres        | Reti        | Pres   | Reti   |
| --------------- | ---------------------- | --------------- | ---------- | ---------- | --------------- | --------------- | --------------- | ------------------ | ------------------ | ------------------ | ----------- | ----------- | ----------- | ------ | ------ |
| 2020            | Nacional               | PD              | 1          | 0          |                 | -               | -               | CL                 | 0                  | 0                  |             | -           | -           | 1      | 0      |
| 2021            | Montevideo City Torque | PD              | 10         | 1          |                 | -               | -               |                    | -                  | -                  |             | -           | -           | 10     | 1      |
| Totale carriera | Totale carriera        | Totale carriera | 11         | 1          |                 | -               | -               |                    | 0                  | 0                  |             | -           | -           | 11     | 1      |